# Operação Tesouro Perdido
Operação Tesouro Perdido é uma operação da Polícia Federal brasileira realizada em 5 de setembro de 2017. Representa a segunda fase da Operação Cui Bono?, que é um desdobramento da Operação Catilinárias, da Operação Lava Jato. O alvo da operação foi um apartamento ligado a Geddel Vieira Lima. Na operação foram apreendidos mais de 51 milhões de reais em malas e caixas.
A operação foi autorizada pelo juiz federal Vallisney de Souza Oliveira, que comanda a Operação Lava Jato no Distrito Federal. A Polícia Federal usou sete máquinas para contar o dinheiro e levou catorze horas para o término da contagem. Foi a maior apreensão de dinheiro vivo da história do país.
De acordo com a Justiça, o apartamento pertence a Silvio Silveira, que teria cedido o imóvel ao ex-ministro, para que guardasse, "supostamente, pertences do pai, falecido em janeiro de 2016". Durante o cumprimento de busca e apreensão a PF identificou as digitais de Geddel Vieira Lima no apartamento reforçando as suspeitas da ligação do ex-ministro com o dinheiro ilícito.
A suspeita da PF é que parte do dinheiro se trata de propinas para viabilizar a liberação de crédito do FI-FGTS a empresas. Geddel é suspeito de receber vinte milhões de reais em propinas. O peemedebista foi vice-presidente de Pessoa Jurídica da Caixa Econômica Federal entre 2011 e 2013, indicado pela presidente Dilma Rousseff. Os valores apreendidos foram encaminhados às instituições bancárias para serem depositados em uma conta judicial, inacessíveis ao acusado.

## Fatos posteriores
Em 8 de setembro de 2017, Geddel Vieira Lima voltou a ser preso preventivamente pela Polícia Federal (PF). O pedido foi feito pela instituição após o cumprimento de mandado de busca e apreensão no "bunker" onde foram encontrados mais de 51 milhões de reais em espécie. A PF identificou as digitais de Geddel nas malas e no dinheiro. O pedido de prisão preventiva foi endossado pelo Ministério Público Federal, e acatado pelo juiz federal juiz Vallisney de Souza Oliveira. A decisão judicial que determinou a prisão de Geddel destacou que o ex-ministro continuava praticando crimes, mesmo estando em prisão domiciliar.
No dia 16 de outubro de 2017, em sua primeira atuação na Procuradoria-Geral da República, Raquel Dodge pediu ao Supremo Tribunal Federal (STF) autorização para que a PF desse prosseguimento às investigações dos cinquenta e um milhões de reais encontrados em bunker de Geddel Vieira Lima. O pedido foi aceito pelo relator da Operação Lava Jato Edson Fachin, que expediu mandados de busca e apreensão. O alvo da operação foi o irmão de Geddel, o deputado federal Lúcio Vieira Lima. A PF cumpriu os mandados no gabinete do deputado, na Câmara dos Deputados, em Brasília. Em setembro, por haver indícios do envolvimento do deputado, que tem foro privilegiado, as investigações foram remetidas ao STF. As suspeitas sobre Lúcio ganharam força a partir do depoimento do empresário Silvio Antonio Cabral da Silveira, dono do bunker. Ele disse que o irmão de Geddel pediu o apartamento emprestado para "guardar pertences" do pai falecido. Na busca, os federais encontraram um recibo em nome de Marinalva Teixeira de Jesus, funcionária do parlamentar.